# 北外山城
北外山城（きたとやまじょう）は、愛知県小牧市にあった日本の城（平城）。

## 歴史
築城年は不明であるが、尾張国守護代として、上四郡（葉栗郡・丹羽郡・中島郡・春日井郡）を支配した岩倉織田家の織田与四郎が居城した。その後、文明11年（1479年）岩倉城が築城される頃までには廃城となる。
天正12年（1584年）の小牧・長久手の戦いの際、織田信雄・徳川家康連合軍の砦として、
北外山城跡が修復されて北外山砦となる。蟹清水砦・宇田津砦と共に小牧山城の右方の連砦として秀吉軍に対抗した。
「羽黒の戦い」の時期は、本多忠勝、後に松平家忠が守護、
「長久手の戦い」の時期は、松平信一・奥平信昌・本多忠勝・本多広孝らが護った。
現在では、城跡は住宅地に変わり、個人宅庭に石碑が立つ。

## 所在地
- 愛知県小牧市北外山1142